# Sante Monachesi

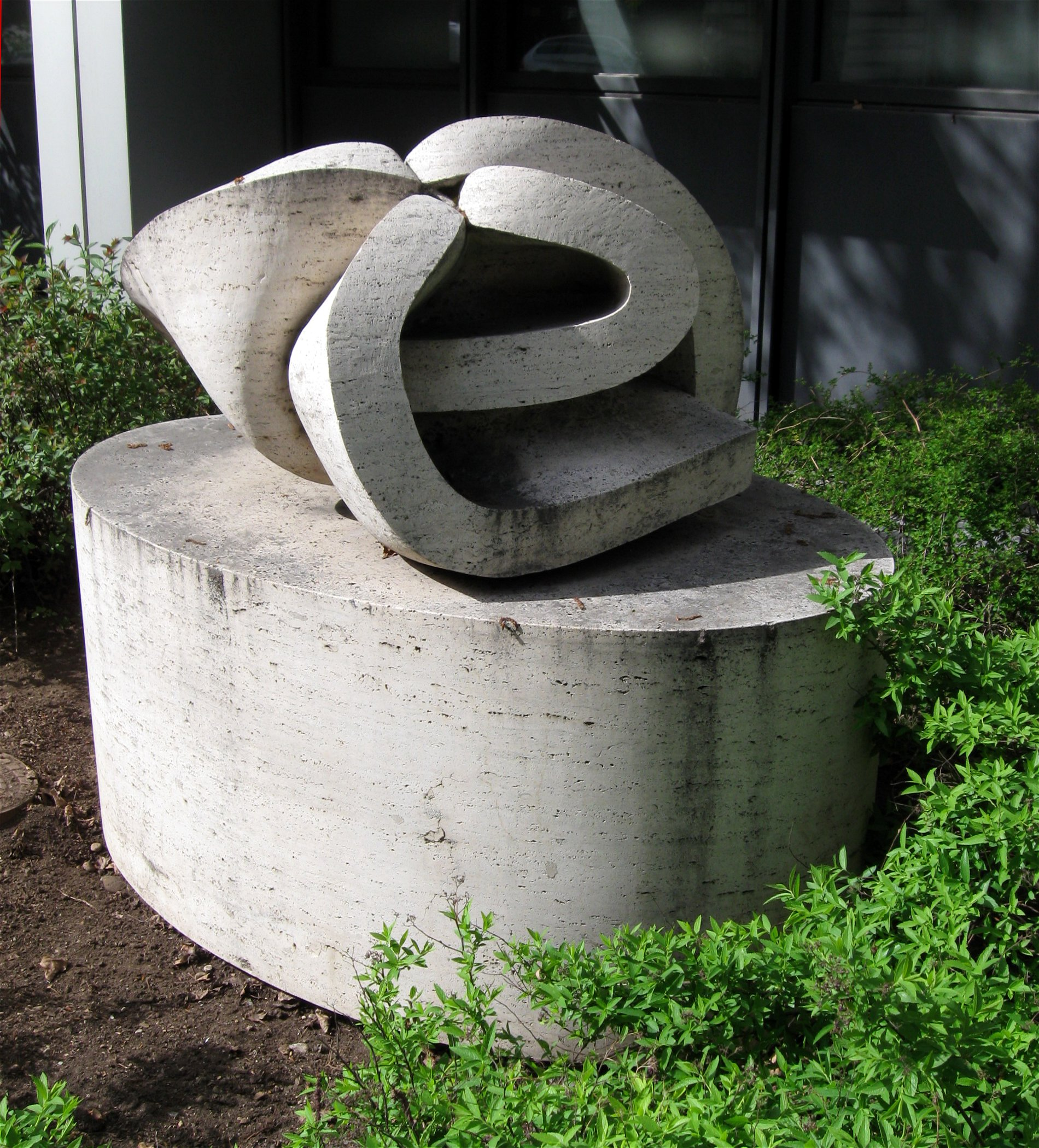
Da un Evelpiuma (1970), Bayerstraße in München

Sante Monachesi (Macerata, 1910 – Rome, 1991) was een Italiaanse schilder en beeldhouwer.

## Leven en werk
Monachesi studeerde aan het Centro Sperimentale di Cinematografia in Rome. Hij sloot zich aan bij het Futurisme van Umberto Boccioni, Carlo Carrà, Gino Severini, Luigi Russolo en Giacomo Balla en stichtte in 1932 de Movimento Futurista nelle Marcha in zijn geboortestad Macerata in de regio Marche.

Hij nam in 1936 namens Italië deel aan de Biënnale van Venetië en vertegenwoordigde zijn land in 1937 in het Italiaanse paviljoen tijdens de Wereldtentoonstelling van 1937 in Parijs. In 1939 nam hij deel aan de expositie van de Quadriennale di Roma in Rome.
In 1962 was hij de oprichter van de beweging Movimento Agravitazionale (AGRA), die haar werk toonde tijdens de Biënnale van Venetië van 1964.
In 2010 werd een retrospectieve tentoonstelling georganiseerd ter gelegenheid van zijn honderdste geboortejaar door de Fondazione Roma Museo in het Palazzo Sciarra Colonna in Rome. In Macerata is een straat naar hem genoemd, de "Scalinata Sante Monachesi".